# Bildstock (Hausen, Am Schönborn 4)

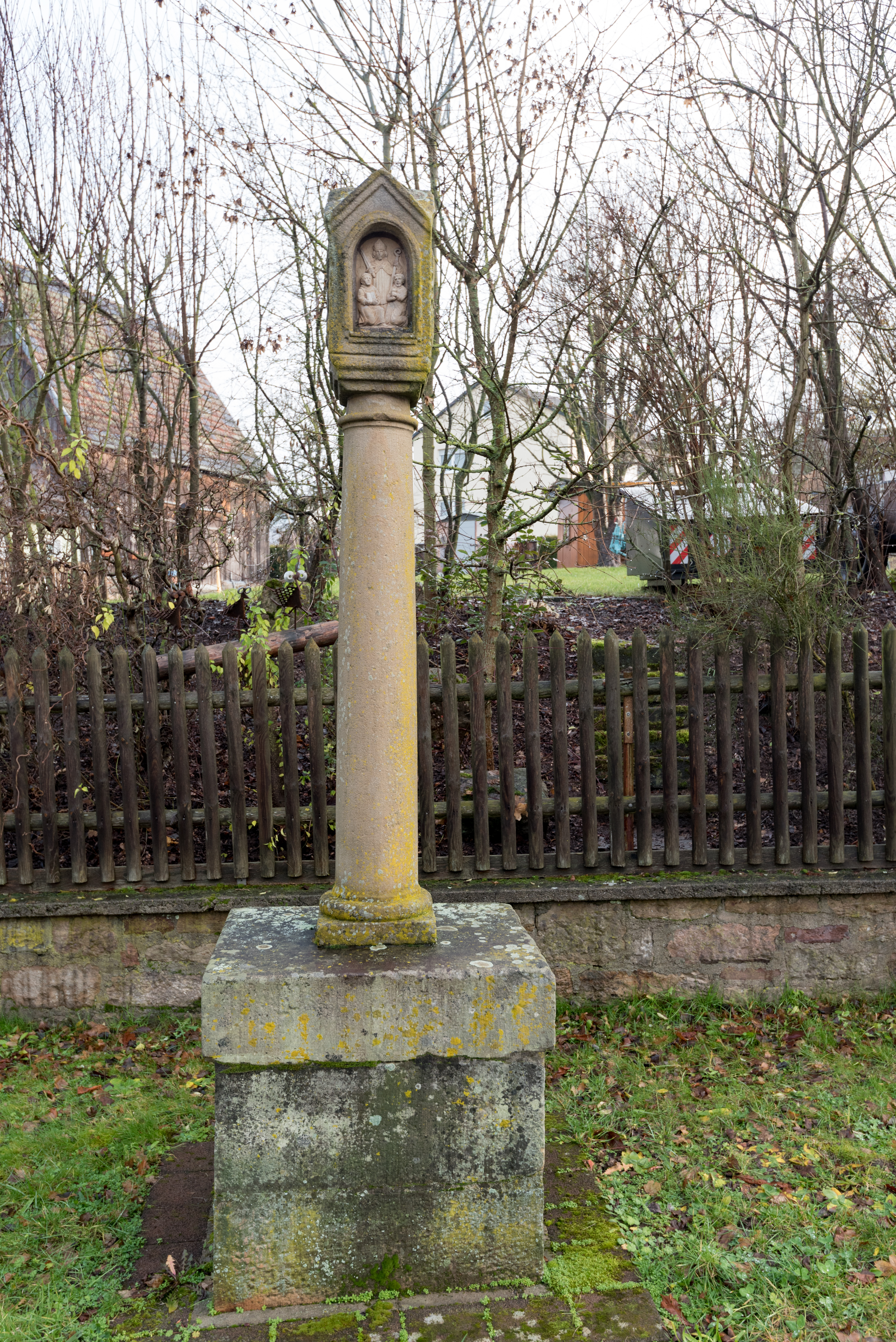
Bildstock, Am Schönborn 4, Hausen

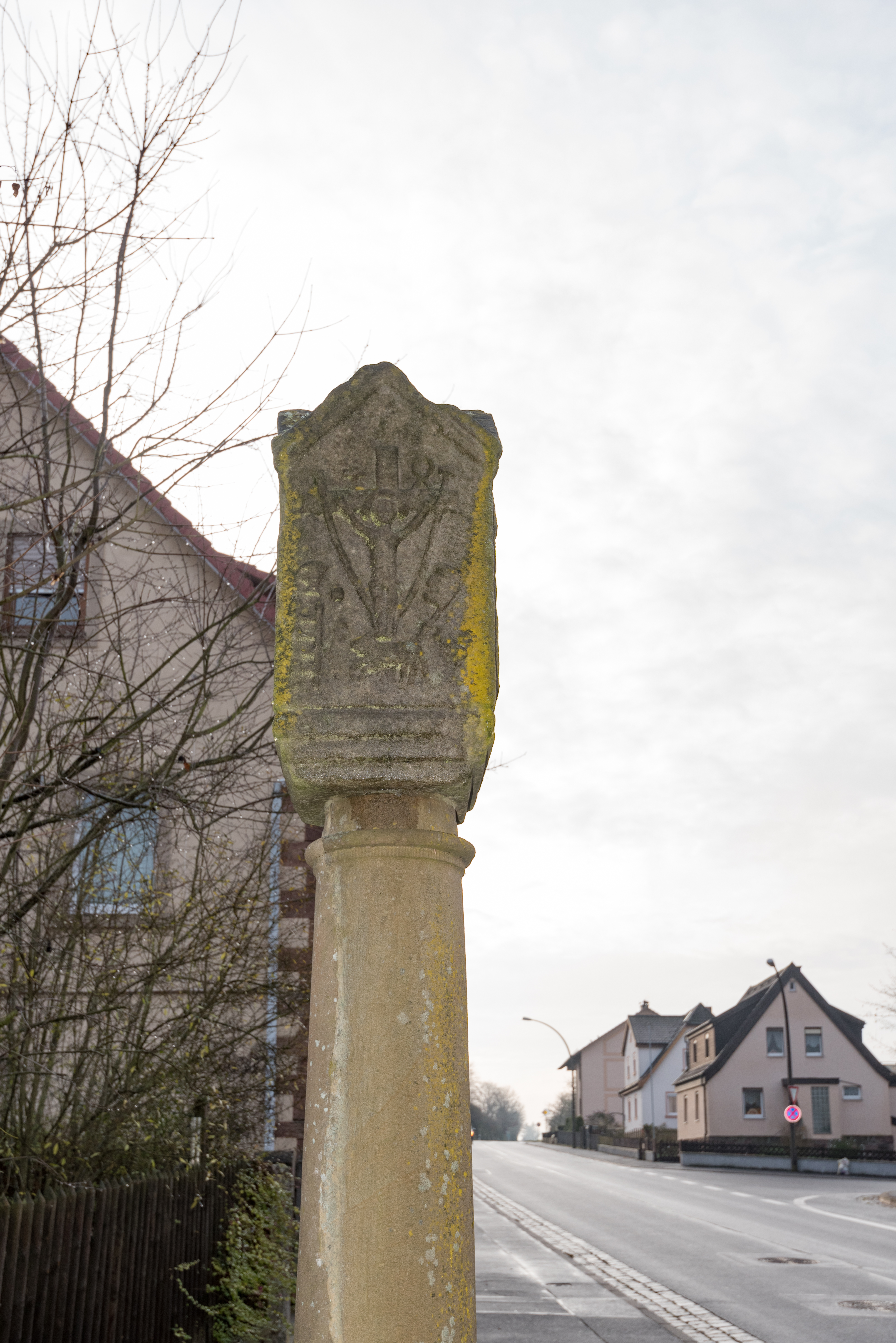
Kruzifix

Der Bildstock mit der Adresse Am Schönborn 4 befindet sich in Hausen, einem Stadtteil von Bad Kissingen, der Großen Kreisstadt des unterfränkischen Landkreises Bad Kissingen. Er gehört zu den Bad Kissinger Baudenkmälern und ist unter der Nummer D-6-72-114-175 in der Bayerischen Denkmalliste registriert.

## Beschreibung
Der Kreuzdachbildstock besteht aus Sandstein und stammt aus dem Jahr 1696.
Der Sockel ist gemauert und 75 cm hoch. Seine Seitenlängen betragen 80 cm × 73  cm. Die sich nach oben verjüngende Rundsäule hat oben und unten aufgesetzte Ringwülste und eine Höhe von 146 cm. Das quadratische Bildhäuschen mit Kreuzdach ist 58 cm hoch und hat eine Seitenlänge von 27 cm. Die vier Seiten  des Kopfstückes beherbergen folgende Darstellungen:
1. verderbtes, geviertes Wappen mit Fränkischem Rechen, Rennfähnlein und zwei Blumen (wohl die Guttenberg-Rose)
2. eine unkenntliche Inschrift und die nachgemalte Jahreszahl 1696
3. Kreuz mit Corpus und Leidenswerkzeugen
4. in einer vertieften Rundbogennische eine moderne Marienfigur mit Kind (von 1981).

Die gesamte Kreuzdachmarter ist in den Farben weiß, blau und schwarz bemalt.